# هوبيرت غارداس
هوبيرت غارداس (مواليد 17 أبريل 1957) هو مبارز بالسيف فرنسي، مثّل بلاده في الألعاب الأولمبية الصيفية 1980.

## روابط رياضية
هوبيرت غارداس على موقع أوليمبيديا (الإنجليزية)